# Edwardsiana ruthenica
Edwardsiana ruthenica är en insektsart som beskrevs av Aleksey A. Zachvatkin 1929. Edwardsiana ruthenica ingår i släktet Edwardsiana och familjen dvärgstritar. Inga underarter finns listade i Catalogue of Life.